# Consonne occlusive uvulaire sourde
La consonne occlusive uvulaire sourde est un son consonantique relativement rare dans les langues du monde. 
Le symbole dans l’alphabet phonétique international est un Q minuscule, [q].

## Caractéristiques
Voici les caractéristiques de la consonne occlusive uvulaire sourde :
- Son mode d'articulation est occlusif, ce qui signifie qu'elle est produite en obstruant l’air du chenal vocal.
- Son point d'articulation est uvulaire, ce qui signifie qu'elle est articulée avec le dos de la langue (la dorsal) contre ou près de la luette.
- Sa phonation est sourde, ce qui signifie qu'elle est produite sans la vibration des cordes vocales.
- C'est une consonne orale, ce qui signifie que l'air ne s’échappe que par la bouche.
- C'est une consonne centrale, ce qui signifie qu’elle est produite en laissant l'air passer au-dessus du milieu de la langue, plutôt que par les côtés.
- Son mécanisme de courant d'air est égressif pulmonaire, ce qui signifie qu'elle est articulée en poussant l'air par les poumons et à travers le chenal vocatoire, plutôt que par la glotte ou la bouche.

## En français
Le français ne possède pas cette consonne.
Certains mots du français, transcrits avec un ‹ q › (non suivi d'un u), sont des emprunts à des langues (généralement l’arabe) pourvues de cette consonne: ex. Iraq, Al-Qaïda, qatari, le qat, la burqa, la qibla, le tamasheq. Dans tous les cas, le français prononce cette consonne comme s'il s'agissait d'une vélaire [k].

## Dans les autres langues
L'arabe classique, l'arabe standard moderne et l'hébreu ancien possédaient le son [q], contrastant avec le [k] ; il s'écrit ق en alphabet arabe et ק en alphabet hébreu. L'hébreu moderne et certains dialectes arabes tendent cependant à remplacer l'uvulaire par d'autres consonnes. On retrouve la consonne dans la plupart des autres langues afro-asiatiques : le kabyle (ṯaqḇayliṯ), le touareg (tamasheq), le somali, etc.
Le kurde possède ce phonème. Dans les dialectes transcrit en alphabet latin, on utilise le q ; dans l'alphabet cyrillique adapté au kurde, le son est symbolisé par la lettre ‹ Ԛ, ԛ ›. On trouve aussi cette consonne dans plusieurs langues turques telles que le kazakh, l’ouzbek et le bachkir, langues dans lesquelles il est représenté respectivement par ‹ қ ›, ‹ q › et ‹ ҡ ›.
La consonne est fréquente en inuktitut (eskimo), dans les langues salish de Colombie-Britannique, en quechua, dans les langues caucasiennes, etc.